# Cemitério Nacional de Arlington
Túmulos no Cemitério Nacional de Arlington.
O Cemitério Nacional de Arlington, em Arlington, Virgínia, é o mais conhecido e tradicional cemitério militar dos Estados Unidos, fundado  no antigo terreno de Arlington House, o palácio da família da esposa do comandante das forças confederadas da Guerra Civil Americana, General Robert Lee, Mary Anna Lee, descendente da mulher de George Washington, primeiro Presidente dos Estados Unidos.
O cemitério se localiza na área em frente a Washington D.C., do outro lado do rio Potomac, que corta a capital americana, perto dos prédios do Pentágono. Em seus 624 acres (252,5 hectares), estão enterradas mais de 400 mil pessoas, veteranos de cada uma das guerras travadas pelo país, desde a revolução americana até a atual Guerra do Iraque. Os corpos dos mortos antes da Guerra da Secessão foram para lá levados após 1900.
Alguns dos personagens históricos mais famosos enterrados em Arlington são o explorador John Wesley Powell, os astronautas da nave Challenger, os generais Omar Bradley e Jonathan Wainwright da Segunda Guerra Mundial, o Senador Robert Kennedy e seu irmão, o Presidente John Kennedy, ao lado do qual uma pira eterna arde e é visitada por milhares de turistas anualmente.
Mas o local mais popular entre os visitantes de Arlington é o Túmulo ao Soldado Desconhecido, onde os restos de três soldados não-identificados da I Guerra Mundial, Guerra da Coreia e Segunda Guerra Mundial, são guardados perpetuamente por uma Guarda de Honra do exército, cuja cerimônia de troca de sentinelas é um evento bastante procurado pelos visitantes.

## Personalidades
- Albert Sabin
- Audie Murphy
- Charles Bassett
- Charles Durning
- Constance Bennett
- Creighton Abrams
- David Brown
- Edward Kennedy
- Edward Mallory Almond
- Evans Fordyce Carlson
- Fay Bainter
- Finn Ronne
- Frank Buckles
- George Patrick Ahern
- George Westinghouse
- Grace Hopper
- Jacqueline Kennedy Onassis
- James Harold Doolittle
- John Allen Campbell
- John Basilone
- John F. Kennedy
- John Wesley Powell
- Jonathan Wainwright
- Lee Marvin
- Maureen O'Hara
- Michael Anderson
- Omar Bradley
- Pierre Charles L'Enfant
- Richard Byrd
- Robert Kennedy
- Roger Chaffee
- Ron Brown
- Simon Newcomb
- Stuart Roosa
- Thomas Scott Baldwin
- William Howard Taft
- William Jennings Bryan

## Galeria

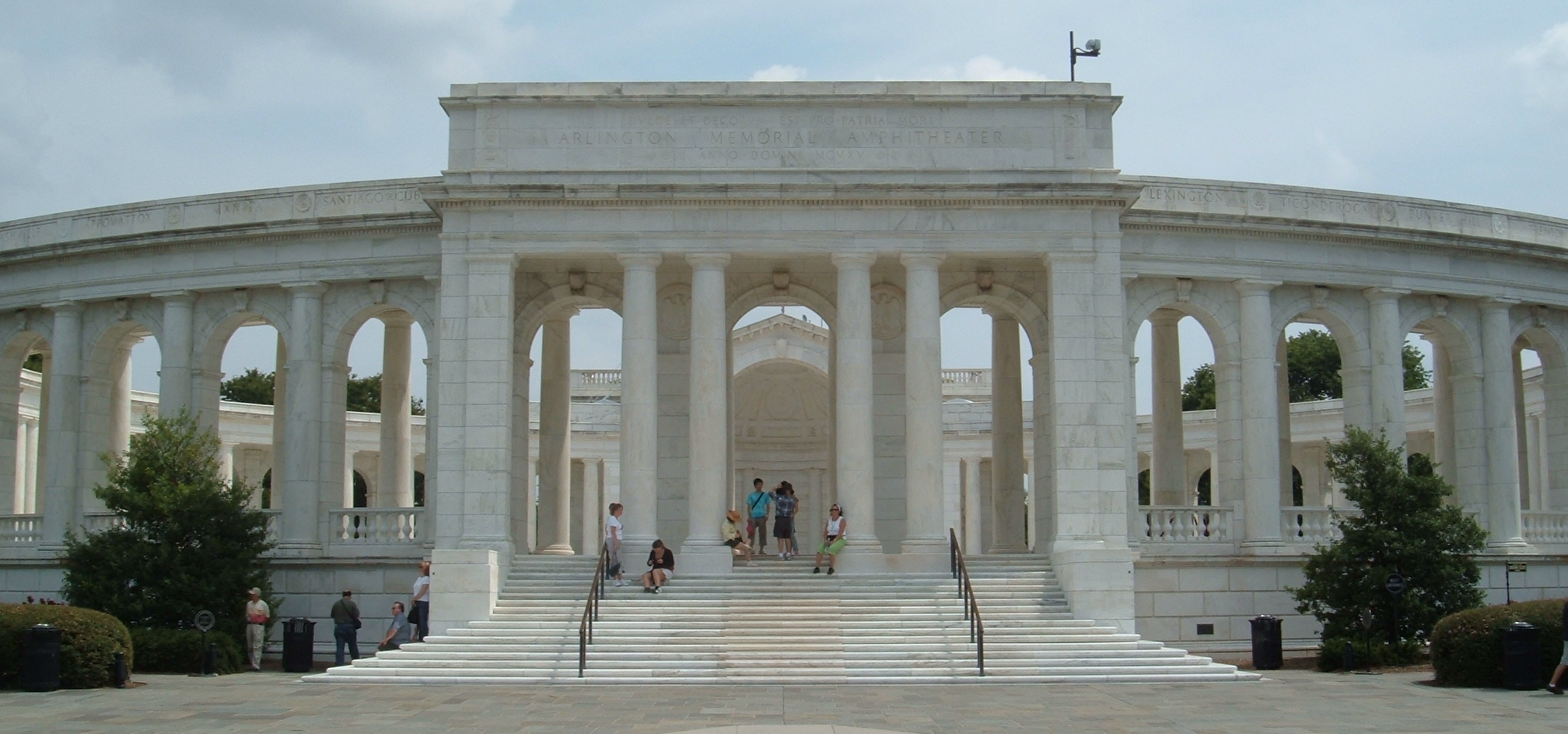
Fachada exterior do Anfiteatro do Cemitério de Arlington
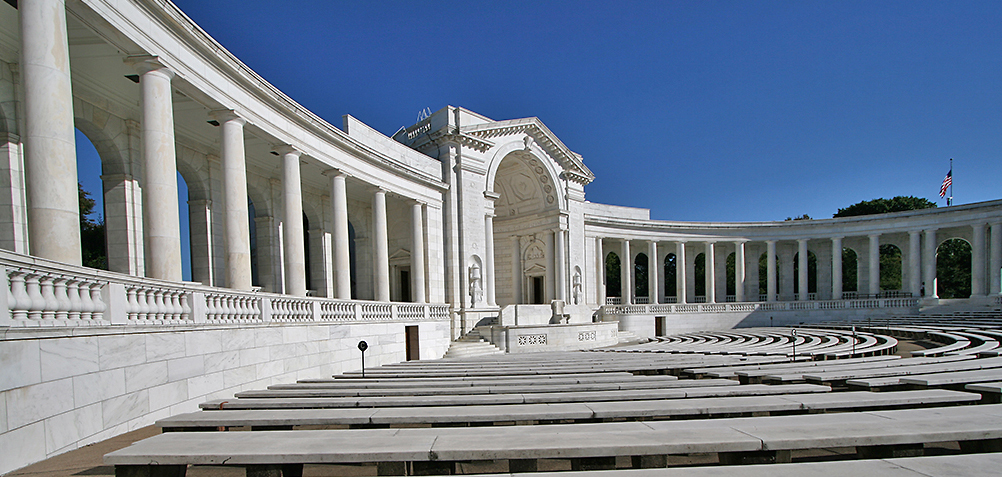
Parte interior do Anfiteatro
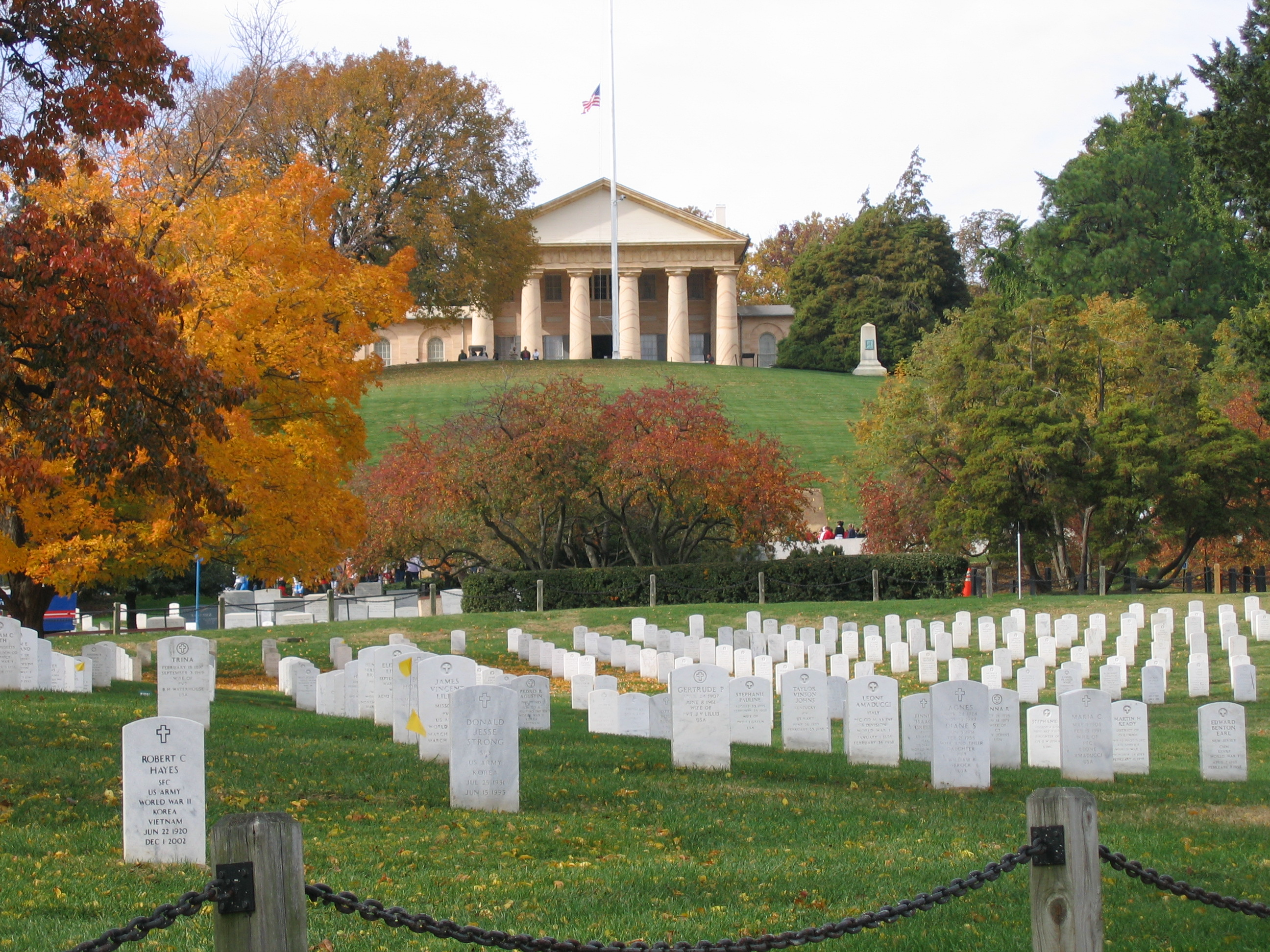
Arlington House
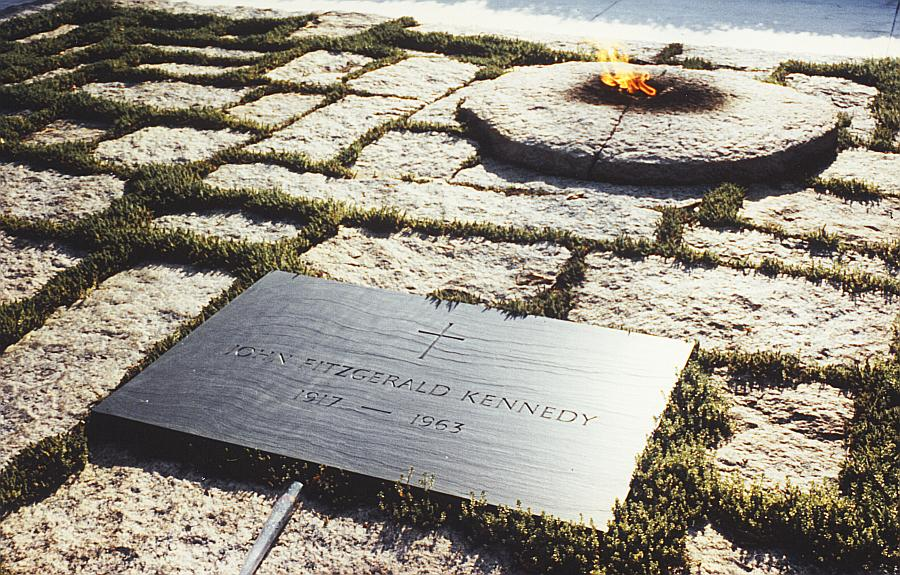
A chama eterna arde ao lado do túmulo de John F. Kennedy
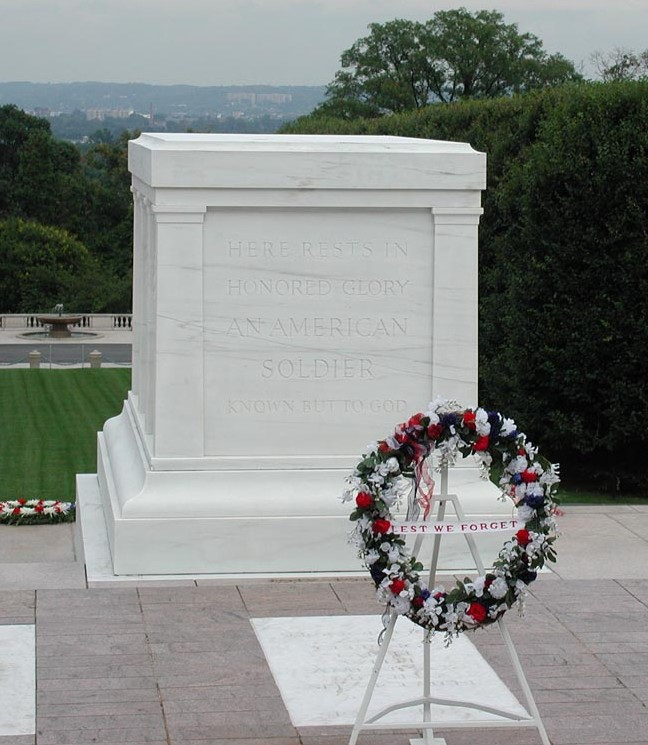
Túmulo do Soldado Desconhecido
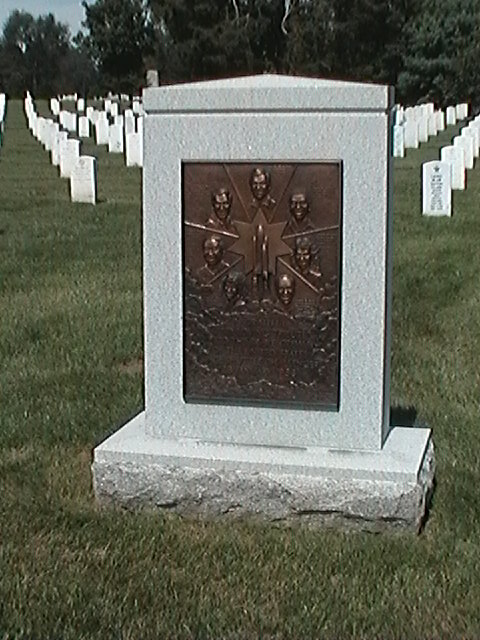
Memorial ao acidente da missão STS-51-L da Challenger ocorrido em 1986